# Feinkost Zipp
Feinkost Zipp war eine Radio-Comedy-Serie von Andreas Müller, die bis 1999 im dritten Hörfunkprogramm des Südwestrundfunks SWR3 (früher SWF3) ausgestrahlt wurde und als beliebteste Comicreihe von SWF3 gilt.

## Allgemeines
Die knapp einminütigen Spots spielen in dem fiktiven Tante-Emma-Laden „Feinkost Zipp“ und folgen einem festen Schema: Der Kunde verlangt ein bestimmtes Produkt, ist mit dem, was er bekommt, aus unterschiedlichen, teilweise absurden Gründen nicht einverstanden, worauf der Mangel von der Verkäuferin mit einem Wortspiel oder einer Mehrdeutigkeit gerechtfertigt wird.
Über 200 Folgen wurden für den Hörfunk produziert, einzelne auch als Fernsehspots verfilmt. Die stereotypen Floskeln aus dem Comic wie „Ist das noch ganz frisch?“ (Kunde) und „Des g’hört so!“ (Verkäuferin) fanden im Sendegebiet weite Verbreitung in der Alltagssprache.
Als Vorbild gilt ein seit 2013 geschlossenes Baden-Badener Lebensmittelgeschäft, in dem zahlreiche SWF-Mitarbeiter aufgrund der räumlichen Nähe zum Funkhaus damals Kunden waren, und das selbst das Wort Feinkost im Namen trägt. Diese reale Situation kehrt in den Spots als Gegensatz zwischen den
badischen Regiolekt sprechenden Verkäufern und dem Hochdeutsch sprechenden Kunden wieder.
Der Name Zipp bezieht sich auf die gleichnamige Vormittagssendung von SWF3, die von 1995 bis 1998 ausgestrahlt wurde.

## Aufbau
Das Schema wird nur wenig variiert, wirklich ausgetauscht werden nur der verlangte Artikel, der Beschwerdegrund und die Erklärung der Verkäuferin.
Nach dem Intro und dem Klingeln der Ladentür wird der Kunde mit einem lauten „Moggääään!“ begrüßt, was er müde und schlecht gelaunt erwidert, um nach der Frage „So, was darfs denn heute seiiiin?“ seinen Wunsch zu äußern. Seine Zweifel bezüglich der Qualität leitet er immer mit der Frage ein, ob der Artikel auch frisch sei, was ihm fröhlich versichert wird, worauf er den eigentlichen Reklamationsgrund vorbringt. Die Verkäuferin, Frau Zombie, ruft diesen einer Kollegin, Frau Werwolf, zu, die mit Knurren, Kettenrasseln und Fauchen antwortet, was Frau Zombie mit der Bemerkung „Frau Werwolf sagt, des g’hört so“ in die Begründung übersetzt. Dann ruft sie ihren Chef, Herrn Zipp, an die Kasse, der gelegentlich auch noch einen Kommentar zum Kauf abgibt und den Kunden mit „Wirsing!“ verabschiedet, worauf dieser „Danke, keinen Wirsing!“ murmelt und den Laden verlässt.
Der Kunde verlangt zum Beispiel Kuchen, beschwert sich darüber, dass der steinhart sei, und Frau Zombie erklärt ihm, „des g’hört so“, es sei ja auch Marmorkuchen. Beispiele für absurdere Mängel: Die gekauften Kirschen lassen das Licht ausgehen, Erklärung: es sind ja auch Schattenmorellen; in der Speisestärke findet sich eine bekleckerte Krawatte, Erklärung: es ist ja auch Soßenbinder.
Frau Zombie und Herr Zipp kommunizieren dabei mit übertrieben vielen und aufgesetzt freundlichen „Dankeee!“ und „Bitteee!“.
Anstatt „Wirsing“ wird in späteren Folgen auch mit den Verabschiedungen „Ata!“, das auch ein bekannter Markenname eines Scheuerpulvers ist, „Ciao Ciao!“ – „Danke, kein Hund!“, „Tschüssle!“ – „Danke, Schüsseln habe ich!“ oder „Adele!“ gespielt. Dabei kommt heraus, dass Frau Zombie mit Vornamen Adele heißt, da sie bisweilen aus dem Hintergrund auf diesen Ausruf von Herrn Zipp reagiert.

## Produktion
Sämtliche Stimmen wurden von Andreas Müller eingesprochen und mit Geräuschen zum fertigen Sketch abgemischt.

## Untersuchungen zu Feinkost Zipp
Andrew Crisell sieht in der Serie ein Beispiel für Komik, die einerseits aus der Verballhornung von stereotypischen Kommunikationsformen, Alltagssituationen und -klischees resultiert, die in sich sehr interessante Analyseobjekte seien, da sie einen Rahmen für die alltägliche Wahrnehmung und kulturelle Bräuche böten, andererseits seien Wortspiele und Kalauer das Hauptmerkmal.